# Múrias
Múrias é uma povoação portuguesa sede da Freguesia de Múrias do Município de Mirandela, freguesia com 22,43 km² de área e 244 habitantes (censo de 2021), tendo, por isso, uma densidade populacional de 10,9 hab./km².
Foi aqui gravado o filme Pedro Só de Alfredo Tropa em 1972.[carece de fontes?]

## Demografia
A população registada nos censos foi:
| Distribuição da População por Grupos Etários | Distribuição da População por Grupos Etários | Distribuição da População por Grupos Etários | Distribuição da População por Grupos Etários | Distribuição da População por Grupos Etários |
| -------------------------------------------- | -------------------------------------------- | -------------------------------------------- | -------------------------------------------- | -------------------------------------------- |
| Ano                                          | 0-14 Anos                                    | 15-24 Anos                                   | 25-64 Anos                                   | > 65 Anos                                    |
| 2001                                         | 43                                           | 44                                           | 157                                          | 109                                          |
| 2011                                         | 17                                           | 22                                           | 104                                          | 138                                          |
| 2021                                         | 15                                           | 9                                            | 92                                           | 128                                          |

## Património
- Castro de Santa Juzenda

## Povoações
- Couços
- Gandariças
- Múrias
- Regodeiro
- Vale de Prados